# Lucius Hre Kung
Lucius Hre Kung (ur. 4 lutego 1959 w Hnaring) – birmański duchowny rzymskokatolicki, od 2014 biskup Hakhy.

## Życiorys
Święcenia kapłańskie przyjął 23 lutego 1989 i został inkardynowany do diecezji Hakha. Pracował przede wszystkim jako duszpasterz parafialny. W latach 2006–2010 kierował także dekanatem Hakha, a przez kolejne trzy lata pełnił funkcję wikariusza generalnego diecezji.
19 października 2013 otrzymał nominację na biskupa Hakhy. Sakry biskupiej udzielił mu 2 lutego 2014 abp Charles Maung Bo.